# Banikane Narhawa
Pour les articles homonymes, voir Banikane (homonymie).
Banikane Narhawa est une commune du Mali, dans le cercle de Sarafere depuis 2023et la région de Tombouctou.